# 葛城インターチェンジ
葛城インターチェンジ（かつらぎインターチェンジ）は、奈良県葛城市太田にある、南阪奈道路のインターチェンジ。阪和道方面のみのハーフインターチェンジである。

## 道路
- E91 南阪奈道路（6番）

## 接続する道路
- 国道165号 E91 大和高田バイパス
- 国道165号線
- 奈良県道30号御所香芝線（山麓線）

## 周辺
- 當麻寺
- 二上山
- 道の駅かつらぎ

## 隣
E91 南阪奈道路
(5) 太子IC/TB - (6) 葛城IC - （国道165号 E91 大和高田バイパス）